# Byron Nelson
John Byron Nelson Jr. (4. února 1912 Waxahachie, stát Texas – 26. září 2006 Roanoke, stát Texas) byl americký profesionální golfista aktivní mezi roky 1935 až 1946, všeobecně považovaný za jednoho z největších golfistů všech dob. Vyhrál celkem 52 turnajů PGA Tour (6. nejlepší hráč podle tohoto kritéria) a nejméně 12 dalších turnajů. Celkem pětkrát vyhrál tři ze čtyř major turnajů. Jediný major, který nevyhrál je britský The Open Championship: na něm se nejlépe umístil v roce 1937 na 5. místě.
Získal celou řadu ocenění a vyznamenání. Na jeho počest byl také pojmenován jeden ze dvou kamenných mostů, které vedou přes potok Rae's Creek v Augusta National Golf Club (druhý byl pojmenován po Benu Hoganovi). Potok zásadním způsobem ovlivňuje celkovou podobu a obtížnost jamky č. 12, protože protéká před greenem této jamky a spoluvytváří tzv. Amen Corner. Pro diváky jde o jedno z nejzajímavějších míst na hřišti, proto jsou oba mosty často vidět během televizních přenosů z prestižního Masters Tournament.

## Kariéra
Byron Nelson a další dva legendární golfisté té doby, Ben Hogan a Sam Snead, se narodili v roce 1912 v rozmezí sedmi měsíců. Patřil mezi první hráče, kteří si uvědomili nutnost adaptovat svůj švih na golfové hole používající nové materiály. Přestože během své relativně krátké kariéry vyhrál mnoho turnajů, dodnes se na něj vzpomíná především díky naprosto výjimečné sezóně v roce 1945. Vyhrál rekordních 11 turnajů v řadě a celkem 18 turnajů za sezónu. Další mimořádný golfista Arnold Palmer se k tomu později vyjádřil: Nemyslím si, že někdy kdokoli tento rekord překoná. Ve 34 letech (v roce 1946) odešel oficiálně do golfového důchodu a zakoupil si ranč v Roanoke, stát Texas.
I po skončení hlavní golfové kariéry se jako bývalý vítěz Masters řadu let účastnil tohoto prestižního turnaje. V letech 1947–1955 se šestkrát umístil v první desítce a ještě v roce 1965 (v 53 letech) turnaj dokončil na výborném 15. místě Po skončení kariéry si v roce 1951 zahrál také Bing Crosby Pro-Am (současný název AT&T Pebble Beach Pro-Am). Jak naznačuje už slovo „Pro-Am“ v názvu, jedná se o turnaj PGA tour, ve kterém vždy hrají dvojice profesionálních a amatérských golfistů a Byron Nelson společně s tímto amatérem turnaj vyhrál.
Později (v 60. a 70. letech 20.  století) působil také jako televizní golfový komentátor. Proslulé je především jeho komentování U.S. Open v roce 1966 pro ABC Sport, když došlo k nečekanému zvratu v turnaji. V roce 1968 propůjčil své jméno i podporu turnaji Byron Nelson Classic (předchozí název Dallas Open; současný název AT&T Byron Nelson), který se hraje v jeho rodném Texasu. Je to první turnaj PGA Tour, který byl pojmenován po profesionálním golfistovi.
I když se po roce 1946 věnoval hlavně svému ranči, od 50. do 70. let 20. století také trénoval anebo mentoroval několik hráčů, kteří poté uspěli na PGA Tour. Mezi nimi vynikl především Tom Watson, který poté patřil mezi nejlepší hráče 70. a 80. let: vyhrál celkem 39 turnajů PGA Tour (10. nejlepší hráč historie podle tohoto kritéria), z toho 8 major turnajů (6. nejlepší hráč historie). Dalším byl Ken Venturi, jehož kariéru výrazně zkrátila zranění, přesto vyhrál 14 turnajů PGA Tour, z toho jeden major (U.S. Open v roce 1964). Trénoval též několik úspěšných amatérů.
Byron Nelson byl často označován přezdívkou „Lord Byron“, po anglickém básníkovi tohoto jména k ocenění jeho mimořádně gentlemanského jednání za všech okolností. Elektromechanický stroj (robot), který používají United States Golf Association a výrobci pro standardizované testování hřišť a golfových míčků, byl pojmenován „Nelson“, k ocenění jeho mimořádně konzistentního golfového švihu. V roce 1993 publikoval své memoáry, nazvané „How I Played The Game“, které vyšly v nakladatelství Taylor Publishing.

## Ocenění a vyznamenání
V roce 1939 získal Vardon Trophy: uděluje každoročně organizace PGA of America hráči s nejnižším průměrným přepočteným skóre za sezónu. Americká tisková agentura Associated Press ho dvakrát zvolila atletem roku (v letech 1944 a 1945). V letech 1944 a 1945 byl také hráčem PGA s největším příjmem za sezónu (tzv. PGA Tour leading money winner). V roce 1974 Byron Nelson obdržel Bob Jones Award, nejvyšší ocenění, které uděluje United States Golf Association (USGA) jako uznání za vynikající sportovní výkony v golfu. Ve stejném roce byl uveden do World Golf Hall of Fame (Světová golfová síň slávy). V roce 1994 obdržel Old Tom Morris Award od Golf Course Superintendents Association of America, nejvyšší ocenění GCSAA. V roce 1997 se stal teprve druhým držitelem ceny PGA Tour Lifetime Achivement Award (cena za celoživotní dílo). V roce 2000 získal Payne Stewart Award: ta byla v tomto roce udělena poprvé a to třem hráčům: dalšími byli Jack Nicklaus a Arnold Palmer. Od té doby je udělována každoročně vždy jedné osobě. Krátce po jeho úmrtí ve věku 94 let mu v roce 2006 byla posmrtně udělena Zlatá medaile Kongresu, vedle Prezidentské medaile svobody nejvyšší státní vyznamenání USA. Byla předána Peggy Nelsonové na ceremonii ve Washingtonu, po které následovalo soukromé setkání Oválné pracovně prezidenta.

## Souhrnný přehled umístění
| Turnaj                | Vítěz | 2. | 3. | Do 5 | Do 10 | Do 25 | Účast | Cut |
| --------------------- | ----- | -- | -- | ---- | ----- | ----- | ----- | --- |
| Masters Tournament    | 2     | 2  | 1  | 7    | 14    | 20    | 29    | 24  |
| U.S. Open             | 1     | 1  | 0  | 4    | 4     | 6     | 11    | 8   |
| The Open Championship | 0     | 0  | 0  | 1    | 1     | 1     | 2     | 2   |
| PGA Championship      | 2     | 3  | 1  | 9    | 9     | 9     | 9     | 9   |
| CELKEM                | 5     | 6  | 2  | 21   | 28    | 36    | 51    | 43  |

- Cut = prošel na daném turnaji cutem (postoupil do finálového kola)
- Největší počet turnajů za sebou, kdy prošel cutem: 26 (od 1937 Masters do 1949 Masters)
- Největší počet turnajů za sebou, kdy se umístil do 10. místa: 12 (od 1937 Open Championship do 1941 Masters)